# الهندوسية وتأثر بعض الفرق الإسلامية بها
الهندوسية وتأثر بعض الفرق الإسلامية بها وفي عام 2016م هناك بحث في ثلاثة مجلدات عن الهندوسية من منظور إسلامي للعلامة البنجلاديشي أبوبكر محمد زكريا، من نشر دار الأوراق السقافية بالمملكة العربية السعودية. هذا هو أحدث وأشمل كتاب باللغة العربية عن الهندوسية من منظور إسلامي. وقد استعان المؤلف في الكتاب محمود بن عبد الرحمن قداح بضياء الرحمن عزمي وكتاب فصول في أديان الهند. وكان هذا الكتاب في الأصل بمثابة أطروحة أثناء دراسة المؤلف في الجامعة الإسلامية بالمدينة المنورة تحت إشراف سعود بن عبد العزيز بن خلف آل خلف. أشاد عبد الله بن سلام البطائي بشدة بكتاب برنامج "الخزانة" لقناة قناة زاد لصاحب محمد المنجد وهناك كان له مباشرة محادثة هاتفية ناشر الكتاب. وبعد أن قام بعمل مكثف حول الهندوسية من منظور إسلامي، أعرب عن أمله في أن تتم ترجمة الكتاب إلى اللغة الإنجليزية بأهمية كبيرة. وقد استشهد المؤلف في الكتاب بـ 447 كتابًا عربيًا، و26 كتابًا باللغة الأردية، و30 كتابًا باللغة الإنجليزية، و83 كتابًا بنغاليًا، و11 صحيفة ومجلة باللغات العربية والإنجليزية والبنغالية والأردية، أي ما مجموعه 597 مصدرًا مكتوبًا، في مواضيع مختلفة وعبّر عن آرائه هو من الاجتهاد رأي متحيز.

## الفصل
يقع هذا الكتاب في ثلاثة مجلدات بإجمالي 1510 صفحة:
1. الباب الأول: مقدمة للهندوسية ومصادرها
2. الباب الثاني: عقيدة الهندوس ودينهم وشريعتهم ودعوتهم إلى الإسلام
3. الباب الثالث: أثر الهندوسية على بعض الطوائف الإسلامية

## وصلات خارجية
- الكتاب كاملاً بصيغة PDF باللغة العربية